# Альмеи, играющие в шахматы
Альмеи, играющие в шахматы (или Египетские танцовщицы, играющие в шахматы в кафе, фр. Almées jouant aux échecs, англ. Almehs Playing Chess) — картина французского художника Жана-Леона Жерома. Создана в 1870 году. Наиболее известная из многочисленных картин художника, посвящённых альмеям.

## История создания картины и её судьба

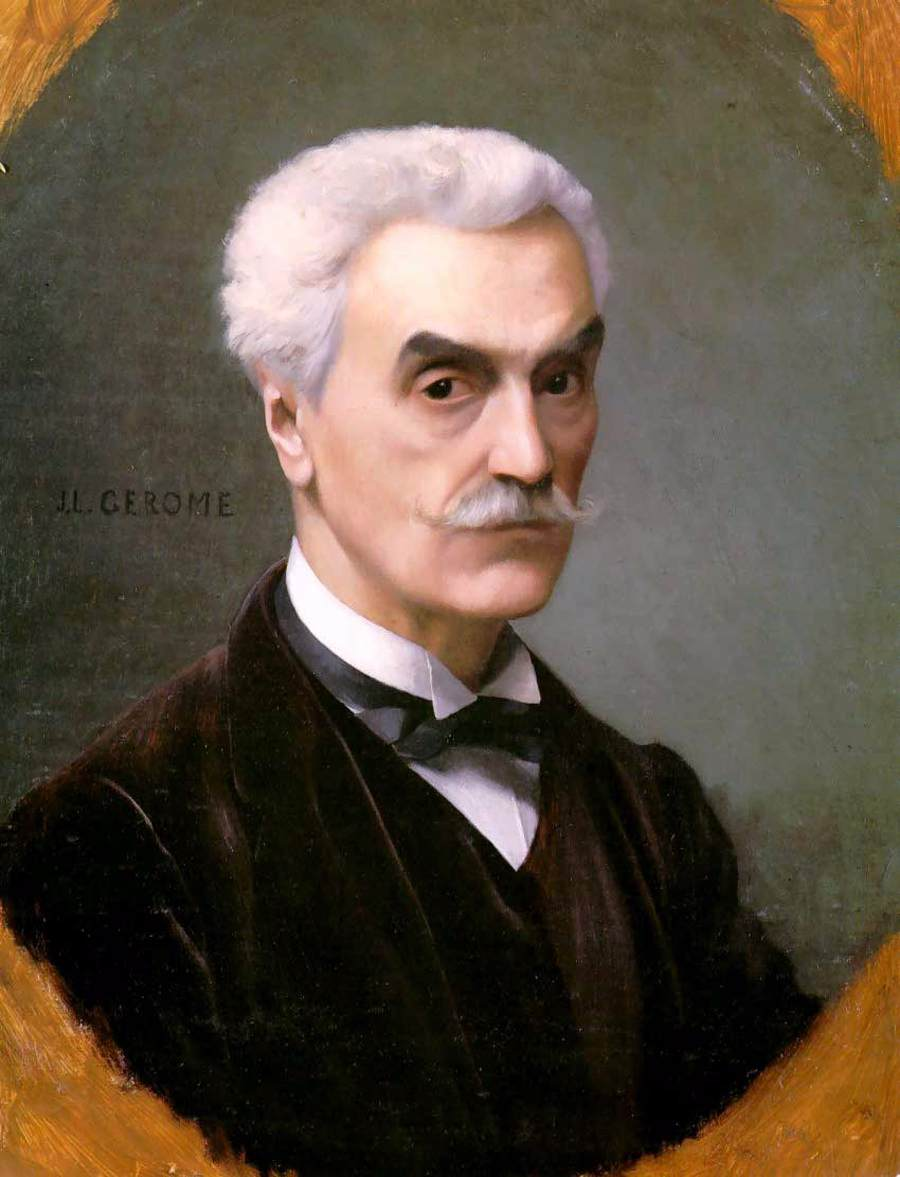
Жан-Леон Жером. Автопортрет, 1886

Картина отражает впечатления художника от поездок в Египет.
В 1856 году Жером предпринял длительное путешествие в Египет, в котором приняли участие драматург Э. Ожье, художники Н. Бешер и Л. Найи, скульптор О. Бартольди. Бартольди взял с собой фотографический аппарат; позже под его влиянием Жером использовал фотографии как основу информации для своих полотен. Путешествие продлилось четыре месяца. Жером сделал множество рисунков и эскизов, на которых запечатлел арабов, египетских феллахов, нубийцев, а также фауну Египта. В 1861 году Жером сражался на дуэли с торговцем картинами Стивенсом. По уверениям Розы Бонёр причиной была женщина. Жером был ранен. После этого он срочно покинул Францию и отправился в новое годичное путешествие по Египту, Сирии и Палестине. Оно подробно описано в автобиографии. В январе 1868 года Жером снова отбыл на Ближний Восток в компании восьми художников и писателей. Художник побывал в Каире, осмотрел Гизу и Файюмский оазис. В ноябре 1869 года Жером представлял французских художников на церемонии открытия Суэцкого канала, в очередной раз побывав в Египте. Многие из своих картин, написанных после этого уже в Париже, он создал на основе привезённых из Египта в этот раз собственных фотографий.
Картина написана в 1870 году, после возвращения из очередной поездки в Египет, но, вероятно, до отъезда в Великобританию в связи с началом франко-прусской войны. Техника — холст, масло. Высота — 65,7, ширина — 54,8 сантиметров. Картина находится в частной коллекции (некоторые шахматные источники относят её к Собранию Уоллеса в Лондоне).

## Персонажи

Жан-Леон Жером. Альмея, 1873

Альмея — танцовщица, певица и женщина-музыкант высокого ранга, которая была должна в гаремах развлекать женщин богатых и знатных господ в арабском Египте. Альмеи имели относительно высокий социальный статус, присутствовали на церемониях и развлечений, а также нанимались в качестве плакальщиц на похоронах. Альмея должна была уметь танцевать, иметь красивый голос, хорошо владеть литературным арабским языком, освоить игру на различных музыкальных инструментах и иметь возможность импровизировать песни, адаптируя их к ситуациям, в которых она оказывалась. Они вели закрытый образ жизни и с европейцами, приезжавшими в Египет, практически не общались. Они не выступали на улицах и перед незнакомыми людьми.
В XIX веке слово «альмеи» стало использоваться как синоним «гавази», эротических танцовщиц цыганского происхождения, чьи выступления были запрещены в 1834 году Мухаммедом Али Египетским. Гавази могли выдавать себя за альмей и под этим именем они стали источником вдохновения для многих европейских художников. На самом деле они были женщинами низкого социального статуса, уличными эротическими танцовщицами. На картинах Жерома присутствуют и гавази, и альмеи под общим названием «альмеи».

## Сюжет картины
Эта картина Жерома выделяется из общего ряда изображений художника на данную тему. Альмея на ней занимается интеллектуальным видом досуга — игрой в шахматы, — что соответствует её реальному уровню интеллекта и статусу. Название «Альмеи, играющие в шахматы», закрепившееся за картиной, на самом деле ошибочно, так как только одна из женщин имеет такой социальный статус, что подчёркнуто её специфической одеждой.
Таким образом, картина «Альмеи, играющие в шахматы в кафе» изображает двух женщин разного статуса, сидящих за шахматной доской; в терминах Rihab Kassatly Bagnole — «альмею» («almeh») и «крестьянку» («fellahah»), играющих в шахматы в передней комнате кафе. 
Альмея, как и её противница, сидит на деревянной клетке, используя её как скамейку, охватывая правое колено сложенными руками. Она одета в желтые панталоны или юбку, красный жилет, чёрное нижнее бельё и головной убор, украшенный бисером. На её шее и груди колье, она держит курительную трубку между пальцами левой руки. Офицер-башибузук стоит за «крестьянкой», наклоняясь к шахматной доске и придерживая левой рукой винтовку за спиной. «Крестьянка» сидит на дальнем конце клетки-скамьи спиной к клиентам, находящимся в другой комнате, делая ход правой рукой. Она одета в голубую накидку, похожую на античный женский хитон, значительно более длинный, чем мужской. Накидка соединена по греческому обычаю заколкой на плече. На её голову наброшена голубая вуаль. Обе её руки и часть шеи обнажены, что не было свойственно для одежды египетских женщин, но характерно для античной одежды. Она касается шахматной доски правой рукой, в то время как левая рука лежит на передней части клетки-скамьи. 
Арка позади этой группы образует вход в гостевую комнату в задней части, отделяя её от кухни в передней комнате. Слева некий человек, вероятно служка, наливает горячую воду в раковине под ярусами полок с посудой. Мужчины в задней комнате сидят на возвышении вдоль стен, которое играет роль скамьи. Помещение освещается идущим слева по диагонали световым лучом из отверстия в крыше. Некоторые из мужчин курят трубки, глядя на зрителя. Слева от них — человек с определенно европейской внешностью, но одетый как араб, направляет свой взгляд как на игру, так и на зрителей.

## Анализ сюжета

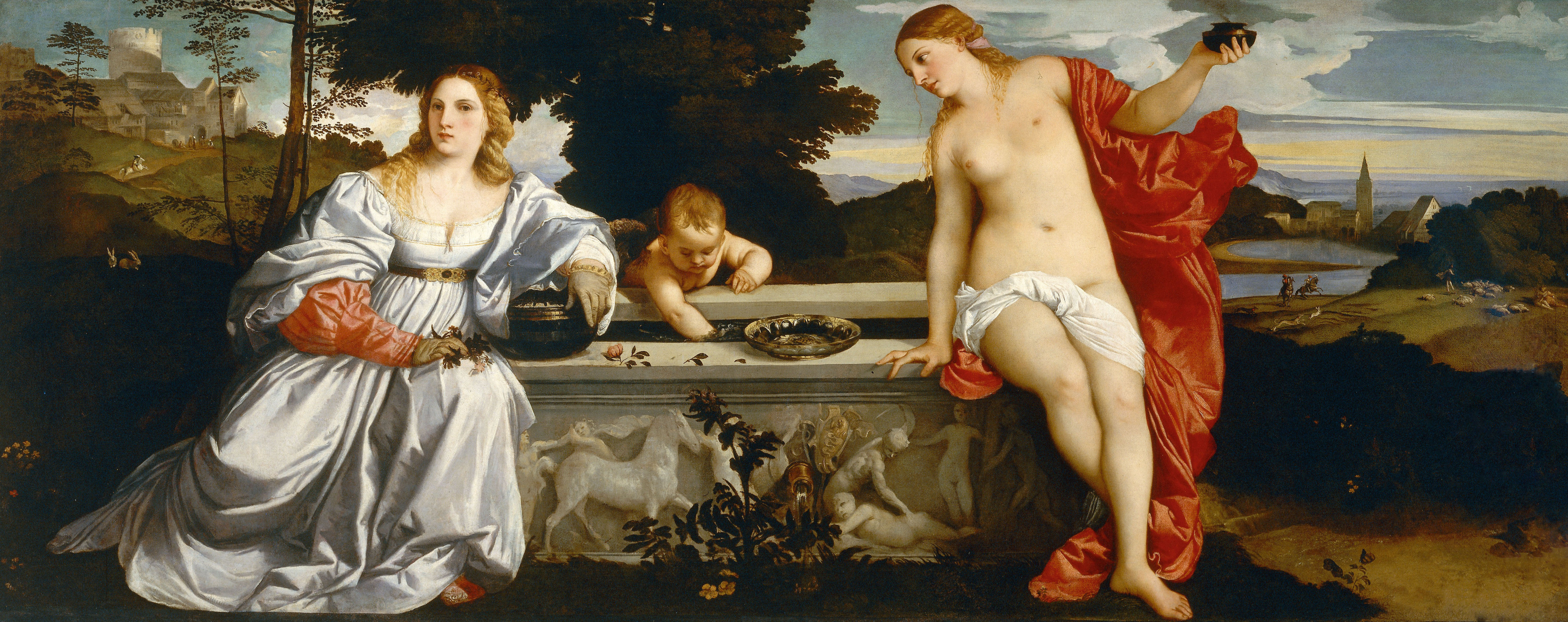
Тициан. Amor sacro e Amor profano, 1514

«Альмеи, играющие в шахматы» отличается от остальных картин Жерома, изображающих этого персонажа, по своему аллегорическому содержанию. Изображение может быть символически прочитано как представление о двух сторонах женщины, подобно картине Тициана «Любовь небесная и Любовь земная» (фр. Amor sacro e Amor profano; около 1514, Рим, галерея Боргезе).
Одна сторона — «крестьянка», которая раскрывает целомудренную сторону женственности, поэтому она носит голубой хитон (цвет Богородицы) античного покроя. На другой стороне — альмея, которая носит желтые и красные цвета страсти и опасности. Она выставляет свою грудь под колье из сверкающих золотых монет, тем самым показывая сексуальную сторону женственности. Обе они принимают участие в игре, которая находится под контролем мужчины (в лице офицера-башибузука), который также может представлять собой художника. Он стоит рядом с традиционной женщиной, но наклоняется вперед в направлении шахматной доски и далее к альмее.
Картины Жерома с альмеями по мнению Rihab Kassatly Bagnole отражают западную тенденцию — мужское желание пытается подчинить женщину своим сексуальным потребностям. То, что изображена именно альмея, а не реальная проститутка, создаёт иллюзию подавления искушения. Он манипулирует этой иллюзией, чтобы удовлетворить свои мечты, но держит вдали от своей реальной жизни.